# Pope Mountain
Der Pope Mountain ist ein 1345 m hoher Berg an der Oates-Küste des ostantarktischen Viktorialands. In den Wilson Hills ragt er 5 km südöstlich des Governor Mountain in unmittelbarer Nähe zum Entstehungsgebiet des Tomilin-Gletschers auf. 
Das Gebiet wurde durch Vermessungsarbeiten des United States Geological Survey und mithilfe von Luftaufnahmen der United States Navy von 1960 bis 1963 kartografisch erfasst. Das Advisory Committee on Antarctic Names benannte den Berg 1970 nach Leutnant Thomas J. Pope von den Reservestreitkräften der US Navy, Navigator an Bord einer Lockheed LC-130F im Rahmen der Operation Deep Freeze im Jahr 1968.